# Thaumatopsis striatella
Thaumatopsis striatella là một loài bướm đêm trong họ Crambidae.